# Siarczan litu
Siarczan litu, Li
2SO
4 – nieorganiczny związek chemiczny, sól kwasu siarkowego i litu.

## Otrzymywanie
Otrzymuje się go w reakcji węglanu litu lub wodorotlenku litu z kwasem siarkowym:
Li
2CO
3 + H
2SO
4 → Li
2SO
4 + H
2O + CO
2
2 LiOH + H
2SO
4 → Li
2SO
4 + 2 H
2O

## Zastosowanie
Znajduje zastosowanie jako antydepresant, np. przy leczeniu choroby afektywnej dwubiegunowej. Używany jest również do wyrobu szkła o wysokiej wytrzymałości.